# Marionina charlottensis
Marionina charlottensis är en ringmaskart som beskrevs av Coates 1980. Marionina charlottensis ingår i släktet Marionina och familjen småringmaskar. Inga underarter finns listade i Catalogue of Life.